# Drop-goal (rugby union)
Een drop-goal is een manier om in rugby union punten te behalen. Een speler scoort een drop-goal door een goal te kicken vanuit een drop-kick in het open spel. Een drop-goal levert drie punten op. Het team dat een vrije schop toegekend krijgt kan geen drop-goal scoren totdat de bal dood is, of totdat een tegenstander de bal heeft aangeraakt, of de baldrager getackled heeft. Deze bepalingen gelden ook voor een scrum die in plaats van een vrije schop genomen wordt.